# Endothyranella
Endothyranella es un género de foraminífero bentónico de la subfamilia Endothyranopsinae, de la familia Endothyridae, de la superfamilia Endothyroidea, del suborden Fusulinina y del orden Fusulinida. Su especie tipo es Ammobaculites powersi. Su rango cronoestratigráfico abarca desde el Moscoviense hasta el Stephaniense (Carbonífero superior).

## Discusión
Clasificaciones más recientes incluyen Endothyranella en el suborden Endothyrina, del orden Endothyrida, de la subclase Fusulinana de la clase Fusulinata. Algunas clasificaciones incluyen Endothyranella en la familia Endothyranopsidae.

## Clasificación
Endothyranella incluye a las siguientes especies:
- Endothyranella alpina †
- Endothyranella armstrongi †
  - Endothyranella armstrongi sobrina †
- Endothyranella bicamerata †
- Endothyranella cracoviensis †
- Endothyranella gracilis †
- Endothyranella graciosa †
- Endothyranella grozdilovae †
- Endothyranella inflata †
- Endothyranella intermissa †
- Endothyranella kentuckyensis †
- Endothyranella kocaeliensis †
- Endothyranella lombardi †
- Endothyranella mehli †
- Endothyranella pentacamerata †
- Endothyranella powersi †
- Endothyranella protracta †
- Endothyranella pugnoidea †
- Endothyranella robusta †
- Endothyranella tersa †
- Endothyranella tricamerata †
- Endothyranella wirzi †